# 坦巴拉區
16°57′37″S 34°05′02″E / 16.960187°S 34.083954°E

坦巴拉區（葡萄牙語：Tambara），是莫桑比克的行政區，位於該國中西部，由馬尼卡省負責管轄，首府設於尼亞科洛，面積3,892平方公里，2007年人口41,339，人口密度每平方公里11人。